# Сиродил
Сиродил (енгл. Cyrodiil), је провинција измишљеног света Тамријела (енгл. Tamriel) и домовина хуманоидне расе зване Империали (енгл. Imperial, Imperials). У овој провинцији се одиграва радња игре Oblivion из серијала The Elder Scrolls.

## Историја

### Прва ера
Сиродил или Провинција Империјала је највећа провинција континента Тамријела и она представља седиште царства које је ујединио Тибар Септим при крају друге ере. Пре него што су Империјали завладали Сиродилом, њиме су владали Аелидци (енгл. Ayleid) под вођством Бело-златне Куле (енгл. White-Gold Tower) - кула на врху Империјалне Палате у Империалном Граду. Они су користили Империјале као робове. Историја Сиродила почиње око времена Свете Алесије, када она, уз помоћ крсташа Пелинала и војводе Морихауса, диже устанак против Аелидаца. У том устанку Пелинал гине након што је убио земаљски облик аелидчког краља Умарила који је предао своју душу Даедрама (демонској раси Обливиона) и тако постао бесмртан. Алесија за то време обара власт Бело-златне куле и формира Сиродилску Монархију. Након победе, Алесија прави пакт са Акатошем (богом времена) и тако штити Нирн (планету на којој се налазе) од сила Обливиона. Алесија тако постаје краљица и формира Осморицу (њихове богове - Акатош, Аркеј, Стендар, Мара, Дибела, Зенитар, Џулијанос и Кинарет - Тибар Септим након смрти постаје Талос, девети бог). Алесијини свештеници су дуго времена били доминантна политичка сила у Тамријелу, повезивањем трговаца и народа у њиховим монетистичким правилима. Након Алесијине смрти, Шезар (изгубљени бог Осморице) силази на Нирн, ствара Амајлију Краљева и Aлесијин дух убацује у њу. Тако Алесија постаје први и централни камен Амајлије Краљева и први светац Тамријела. Након Алесије, на власт ступа Цар Ами-Ел. Тада Тамријел објављује Рат династији Дирени која илегује Ред Алесије у Глембура Мурсу. Такође, договором цивила и цара, традиција царева се илегализује (цар нема право на све). Други непознати краљеви су такође владали, али, пре Ремана Септима, једина позната имена су (не рачунајући Алесију) Ами-Ел и Херта, царица Сиродила 700 година после Ами-Ела. Заправо, једина информација о цару Ами-Елу је то да је он био цар Сиродила. Херта је 1029. године проширила Сиродил додајући му цео Коловијански Запад (од Анвила до Империалног Острва).

#### Трасијанскакуга
Године 2200. прве ере Куга је задесила цео Тамриел. У тој куги умрло је 75% тадашње популације Тамриела. Проузроковала ју је Корална Царевина (домовина Слоуда). Налазила се у Трасу, архипелагу југоисточно од Тамриела. Та царевина уништена је од стране Флоте Свих Застава која је поубијала Слоудовске научнике, владаре и архитекте и отровала све Трасијанске Корале и тако зауставила кугу 2702. године, али Сиродил је изгубио огромно богатство и преко 60% радне снаге. Ред Црног Змаја, заштитници Акатоша, нестали су после само 5 година постојања. Високи Kанцелар Мориман, са целом својом породицом, умро је од куге. Сиродил је тада ослабио и војно, и политички, и материјално, и цивилно. Остало је 4000 становника у Сиродилу. Вејрест, град-држава у северном Хамерфелу морала је да пресели цео главни град Вејрест 120 km даље због куге.

#### Династија Реман
Реман I Сиродил дошао је на власт. Ујединио је Сиродил и ојачао га. 2703. године вратио је Империјале из Јокуде у Сиродил. Исте године Акавир је напао Тамриел.

##### Инвазија Акавира
Године 2703. прве ере Акавир је напао Сиродил. Прешао је преко Моровинда и дошао на планине Џерал. Поставили су велико утврђење Пејл Пас у северном делу Сиродила. Реман Сиродил склапа пакт са Вивеком, богом и владарем Моровинда. Тако Вивек уништава Акавирско пристаниште на истоку Моровинда и зауставља испоруку опреме и намирница. Такође затвара границе тако да испоруке које су већ на путу не дођу до одредишта. За то време Реман окупља војску у Бруми и спрема се да нападне Пејл Пас. Након што су остале базе Акавира у Сиродилу уништене Реман Сиродил напада Пејл Пас и уништава га. Пејл Пас тада постаје легенда заједно са Драконијанском Стеном, амајлијом Акавира која је изгубљена у Пејл Пасу.
- 2762. године Реман Сиродил умире. Бразелус Дор, његов син, ступа на власт.
- 2794. године Реман II Сиродил се рађа. Ступа на власт 2812. године.
- 2813. године Сиродилски постаје званични језик Сиродила.
- 2837. године Провинција Блек Марш је створена.
- 2851. године Реман II Сиродил умире у борби против Моровинда.
- 2877. године Реман III постаје нови цар.

#### КРАЈ ПРВЕ ЕРЕ - 2920. година
Цар Реман III Сиродил и његов син и наследник Џуилек Сиродил убијени су од стране Мораг Тонга, организације потпуно легалних убица Моровинда. Владар Версидуе-Шаие ступа на власт. Тако почиње ера позната као Империално Безвлашће.

### Друга ера
Друга ера, познатија као Империално Безвлашће, почиње владавином Версидуе-Шаиеа, акавирског владара Сиродила. За време његове владавине Сиродил упада у кризу. Чак и богати имају великих проблема. Порез се плаћао на сву имовину, па чак и на храну. Сиромашни су плаћали „Порез на сиромаштво“, који је често био висок као цена палате. Они који нису имали новца да плате порез, били су бачени у тамницу, убијени или протерани. Власници замкова плаћали су и порез на власт, ако су желели да задрже имовину. Ево неколико важнијих догађаја у другој ери Тамриела:
- 218. година - порези се укидају, а Акавир шаље финансијску помоћ Версидуе-Шаиеу.
- 230. година - Еснаф Чаробњака је основан.
- 283. година - Версидуе-Шаие проглашава Ратоборни Закон. За 37 година тог закона све остале војске у Тамриелу осим Версидуеове су уништене.
- 309. година - Провинција Елсвејир је основана. Краљевине Кигеро из Анекине и Ешита из Пелитине су се ујединиле у Елсвејир.

То је започело огроман рат класа који је замало изазвао спољашњу интервенцију.
- 320. година - Диниерас-Вес „Гвоздени“ оснива Суфим, претходника Еснафа Бораца. Пошто је Версидуе-Шаие уништио све војске, Суфим је морао да спречи хајдуковање у провинцијама.
- 324. година - Владар Версидуе-Шаие је убијен у својој палати од стране Мораг Тонга.

#### Борба кодСанкре Тора- 852. година
Замак Санкре Тор је заузет од стране Нордско - Бретонских нападача. Усред зиме, генерал Тибар Септим (будући цар и девети бог) водио је напад и преузео замак упркос великој сумњи. Повратио је Амајлију Краљева из гробнице Ремана III Сиродила.
- 854. година - Цар Кулехаин је убијен од стране Бретона који је спалио Империјалну Палату и покушао да убије генерала Тибра Септима.
- 862. година - Тасад II, високи краљ Хамерфела, убијен је у свом дворцу, што је омогућило цару Тибру Септиму да заузме острво Строс М‘Каи.
- 864. година - Прво издање „Џепног Водича кроз Царство“ је објављено.

### Трећа ера
Трећа ера почиње уједињењем целог Тамриела од стране Тибра Септима. Он је уз помоћ артефакта Нумидиума (робот висине између 50 и 65 метара) успео да освоји све царевине, краљевине, војводства, бароније, кнежевине и деспотовине, али их није укинуо. Тамриел је тад био најјаче царство на Нирну. Цар Тибар Септим умире 38. године треће ере. Тада Пелађијус, његов син, ступа на власт. Цар Пелађијус је убијен 41. године од стране Мрачног Братства (енгл. Dark Brotherhood). Пошто није имао деце, круна је припала његовој рођаци, царици Кинтири. Она умире 7 година касније. Наслеђује је њен син, цар Уриел I Септим. 64. године Уриел I умире. Наслеђује га његов син Уриел II Септим. Нажалост, његова владавина је проклета пропашћу, кугом и устанцима.Потема Септим, ћерка Пелађијуса II Септима и будућа краљица Солитуда, позната под именом Вучја Краљица, рођена је 67. године. 82. године Уриел II умире, а наслеђује га Пелађијус II, његов син. 99. године Пелађијус II умире, а наслеђује га Антиохус, познат по томе што је имао много жена и љубавница, а његов режим био је препун побуна (чак више од Уриела II).Уриел III умире 127. године, а наслеђује га ујак Сепорус. 13 година касније и он умире, а наслеђује га његов брат Магнус. 8. другог семена 145. године Магнус Септим умире, а наслеђује га Пелађијус III. Легенда оптужује истог Пелађијуса за Магнусову смрт, али то је недоказано. Заправо, Пелађијус III Септим, често звани Пелађијус Луди, увек се пнашао чудно. Ометао је властелу, вређао своје вазале, и једном је завршио велики бал тако што је покушао да се обеси. 8 година касније он умире у манастиру, а његова пропаћена жена Катариа, војвоткиња Ванденфела добија царску титулу као награду за свој живот. 200. године она умире, а наслеђује је Касиндер.
Касиндер умире 2 године касније, а наслеђује га Уриел IV Септим. 247. године Уриел IV умире, а наслеђује га Сепорус II 248. године.
Годину дана касније Каморан Усурпер напада и осваја цео Вејленвуд. Неколико година касније он осваја јужни Хамерфел и западни Сиродил. 3 године касније барон Отрок побеђује Каморана. 268. године Уриел V је крунисан. За време своје владавине он је заузео континенте Роскреу, Катхокеј, Јесли и Есрониет. Напао је Акавир и за 2 године је убијен у бици код Ионита. Уриел VI је постао цар након смрти Уриела V, али није крунисан пошто је био дете. Тек 307. године је крунисан, када је напунио 22 године. 320. године он пада са коња и умире, а наслеђује га Морихата, његова сестра. 19 година касније, Морихата умире и наслеђује је Пелађијус IV.
Пелађијус IV умире 368. године, а наслеђује га цар Уриел VII Септим. 389. године Џагар Тарн издаје цара и уз помоћ Штапа Хаоса затвара га у магичну ћелију у Обливиону.
- Мистериозни јунак убија Џагра Тарна у катакомбама Империјалне Палате 399. године и уз помоћ Штапа Хаоса ослободио цара Уриела Септима VII.

- 423. године Корвус Умбранокс, градоначелник Анвила нестаје. 10 година касније цар Уриел VII Септим, као и његова 3 сина, убијени су од стране култа Митска Зора који хоће да врати Митску Еру. Они су отворили капије Обливиона и украли Амајлију Краљева из приорије Вејнон. Мистериозни затвореник, који је и донео Амајлију Краљева у приорију Вејнон и постао Херој Квача, нашао је царевог ванбрачног сина, Мартина Септима. Одвео га је у замак Господара Облака и почео да тражи култ Митска Зора. Последњих дана 433. године Херој Квача убија господара Митске Зоре и враћа Амајлију Краљева Мартину. Они 31-ве Вечерње Звезде Мејрунс Дејгон напада Империјални Град. Мартин Септим и Херој Квача улазе у Храм Једног. Мартин Септим користи Амајлију Краљева да призове инкарнацију Акатоша и врати Мејрунса Дејгона у Обливион. То је запечатило капије Обливиона заувек, а статуа Змаја остаје у разрушеном Храму Једног да чува Тамриел од Обливиона. Тог дана Династија Септима нестаје заувек. Након тога почиње четврта ера.

#### Рат Острва - 110. година
Провинција Самерсет је скоро изгубљена за време Антиохуса. Уједињене војске краљева Самерсета и Антихоуса су једва победиле краља Оргума за време јаке олује. Неки кажу да је Ред Сиђис одговоран за магичну олују.
- 111. године Амиел Ланус је основао Витезове Деветорице. Они су кренули у потрагу за оклопом витеза Пелинала.

#### Напад на Сиродил
112. године Антиохус умире, а Кинтира II, његова ћерка, наслеђује га. Њен рођак, Уриел III, син Потеме, оптужује је да је она ванбрачно дете. Када ова оптужба није успела да спречи њено крунисање, удружио се са обласним господарима Моровинда, Хај Рока и Скајрима и напао царство Септима. У нападу Империјални Град заузет је преко ноћи. Царица Кинтира је заробљена. Уриел III је себе прогласио царем и назвао се Уриел III Септим, иако је његово презиме било Мантиарко(пошто је његова мајка била удата за краља Солитуда). Две године касније, јављено је да је Кинтира II убијена, иако је то била само измишљотина Уриела III. 121. године Уриел III је званично постао цар.

#### Рат Црвеног Дијаманта - 121. година
Избио је рат између преживеле деце Пелађијуса II: Потеме, Сепоруса и Магнуса. Потема је подржавала свог сина Уриела III, а имала је и подршку целог Скајрима и северног Моровинда. Уз помоћ Сепоруса и Магнуса, Хај Рок се укључио у рат. Блек Марш, Хамерфел, Елсвејир, Вејленвуд и јужни Моровинд подржавали су Сепоруса и Магнуса.

#### СМРТ ЦАРИЦЕ КИНТИРЕ II - 23. пад мраза, 123. године 3. ере
Кинтира II званично је умрла у својој ћелији. Овај дан назван је Дан Поломљеног Дијаманта.

## Политика
Сваки град има грофа/грофицу који влада градом (седиште округа) и эемљом која је окружује (эемља обично носи исто име као и град).
- Округ Анвил се налаэи на эападу од Империјалног Града и њим влада Грофица Умбранокс.
- Округ Бравил се налаэи југоисточно од Империјалног Града и њим влада Гроф Регалус Терентиус.
- Округ Брума се налаэи на северу эемље, блиэу границе са Скајримом, а њим влада грофица Нарвина Карвејн.
- Округ Чејдинхал се налаэи североэападно од Империјалног Града, близу границе са Моровиндом, и њим влада гроф Андел Индарис.
- Округ Хорол се налаэи североэападно од Империјалног Града и њим влада грофица Аријана Валга.
- Округ Квач се налаэи эападно од Империјалног Града блиэу округа Анвил; њим је владао гроф Ормелиус Голдвајн, који је убијен током даедричког напада на град током Обливионске кризе.
- Округ Лејавин држе Гроф Мариус Каро и Грофица Алесиа Каро (ћерка грофице Аријане Валге) који контролишу эемљу од реке Пантер до Залива Топал.
- Гроф Скинградски Јанус Хасилдор контролише эемљу од Элатног пута до Эеленог Пута.
- Империјални Град нема грофа, јер њиме управља сам цар или у његовом недостатком Древни Савет (енгл. Elder Council).
- Мир Коруп је споменут у књигама и „Не-Сиродилским“ игрицама, али се није појавио ни у једној „Сиродилској“ (Обливион и Арена) игрици.

## Географија
На северу эемље налаэи се венац Џералових планина (енгл. Jerall Mountains). На југу се налаэи велика равница эвана Нибенеј (енгл. Nibenay) кроз коју протиче истоимена река. На эападу се налаэи побрђе Империјалног Резервата (енгл. Imperial Reserve) које се протеже све до Златне Обале (енгл. The Gold Coast). Јужно од Сиродила се протежу непрегледне шуме Вејленвуда, домовине Босмера, а југоисточније лежи мочварна земља Црне Мочваре (енгл. Black Marsh) познате и под називом Аргонија (енгл. Argonia). На граници са Аргонијом налази се Црна Шума (енгл. Blackwood). Северозападно од Империјалног Резервата налази се Коловијанска Висија (енгл. Colovian Highlands). На граници са Моровиндом налази се планински венац Валус (енгл. Valus Mountains).

## Демографија
У Сиродилу претежно преовлађује раса Империјала, али поред њих има и других раса. На северу су доминантни Норди и Оркови. На истоку су доминантни Данмери.

## Култура
Западно од Царског Града преовлађује домаћа култура тј. Империјалска. На северу и северозападу ова се култура меша са Нордском, Редгардском и Бретонском културом. Исток, посебно град Чејдинхал, показује утицај Данмерске културе (гроф Андел Индарис је Данмер) .